# Isaac Mayo
Isaac Mayo Schwandt (Barcelona; 10 de septiembre de 2001) es un jugador de baloncesto senegalés que mide 1,95 metros y puede alternar las posiciones de escolta. Actualmente pertenece a la plantilla del Club Bàsquet Sant Antoni de la Segunda FEB.

## Trayectoria
Mayo Schwandt se formó en las categorías inferiores del FC Barcelona Baloncesto y en la temporada 2018-19, con apenas 17 años firmó por el Club Basquet L'Hospitalet de la Liga LEB Plata.
En la temporada 2019-20, tras comenzar la temporada en el Club Basquet L'Hospitalet, se marcharía al CB Castelldefels de la Liga EBA. 
En la temporada 2020-221, firma por el Club Bàsquet Cornellà de la Liga LEB Plata, en el que disputa 3 temporadas.
En la temporada 2023-24, firma por el Club Bàsquet Salou de la Liga LEB Plata, en el que promedia 15,5 puntos; 6 rebotes; 4 asistencias; y 20,5 de valoración, siendo el jugador.
El 8 de julio de 2024, firma por el San Sebastián Gipuzkoa Basket Club de la Liga LEB Oro.
El 13 de enero de 2025, firma por el Club Bàsquet Sant Antoni de la Segunda FEB.

### Selección nacional
El 15 de septiembre de 2024, forma parte de la selección española masculina sub-23 de 3x3 que logra la medalla de bronce en el Campeonato del Mundo de Mongolia tras imponerse a Lituania (21-16) en el partido por el tercer y cuarto puesto.